# صلاح الدين الكواكبي
صلاح الدين الكواكبي (1319 - 1392 هـ / 1901 - 1972 م) هو عالم بالكمياء، من أهل حلب، ولد بحلب وتعلم بها وبدمشق، وبالآستانة، و بباريس. تولى التدريس في كلية الصيدلة ببغداد ثم بدمشق إلى ان بلغ سن التقاعد سنة 1961 م. توفي بحلب.

## آثاره
من آثاره: «الدروس الكيمياوية» خمسة أجزاء، و «الحيوينات الفيتمينيات» و «موجز الكيمياء الحيوية الطبية العملية» ثلاثة أجزاء، و «مصطلحات علمية» و«نظرة عيان وتبيان».